# Tittenbach
Der Tittenbach ist ein kleiner Bach bei Seggauberg bei Leibnitz in der Weststeiermark. Die gleichnamige Ansiedlung im Talkessel ist heute dem Namen nach nicht mehr gebräuchlich.

## Lauf und Landschaft
Der Tittenbach entspringt südlich des Frauenbergs bei Rettenberg, im Ortschaftsgebiet von Seggauberg, auf etwa 330 m ü. A. Höhe. Er rinnt dann ostwärts, und mündet nach knapp 2 Kilometern auf  261 m ü. A. Höhe gegenüber von Altenmarkt in die Sulm, die hier ihren Bogen um den Spornberg des Frauenbergs beendet hat und gegen Südosten am Rand der Murebene der Mur zugeht.
Der Talkessel des Tittenbachs umfasst etwa 4 km², und trennt den Frauenberg (381 m ü. A.) nördlich und den Kamm des Seggaubergs (366 m ü. A.) westlich vom Rettenberg (356 m ü. A.) südlich.

## Geschichte
(Wein-)Bergrechte am Tittenbach sind schon 1389 urkundlich, die Kelzen verkauften sie ihren Schwägern, den Saurauern, später finden sich die Windischgrätz, die Khünburg, die Schranz von Schranzenegg, und 1613 die Prankh.
1575 wechselte der Getreidezehent von den Polheimern zu den Kuenring zu gleichen Teilen mit einem Herrn Amann,
und ging später auf die zu Schloss Seggau residierenden Bischöfe von Seckau über, die es bis zum Ende der Grundherrschaft innehatten.
Die Häuser im Talkessel, eine Rotte und diverse zerstreute Häuser, wurden früher als Ortslage Tittenbach geführt, dieser Name ist unüblich geworden und wird nicht mehr amtlich verzeichnet, die Häuser haben die Adressen Seggauberg. Seit der Gemeindestrukturreform in der Steiermark 2015 gehören sie zur Stadt Leibnitz.